# くよくよするなよ!
「くよくよするなよ!」(Don't You Worry 'bout a Thing) は、スティーヴィー・ワンダーの1973年のアルバム『インナーヴィジョンズ』からのシングル。
Billboard Hot 100 では16位まで上昇し、15週に渡ってチャートインした。『キャッシュボックス』誌のチャートでは10位になった、また、R&B チャートでは2位に達した。歌詞には政治的な含意が込められており、諸々のことを乗り越えて積極的になれと強調している。
曲中で歌われる「Todo 'stá bien chévere」とはスペイン語で「すべては素晴らしい」という意味。

## チャート
| チャート（1974年）                              | 最高位 |
| ----------------------------------------------- | ------ |
| カナダ RPM                                      | 13     |
| オランダ Dutch Top 40                           | 19     |
| アメリカ合衆国 『ビルボード』誌 Hot 100         | 16     |
| アメリカ合衆国 『ビルボード』誌 R&B             | 2      |
| アメリカ合衆国 『キャッシュボックス』誌 Top 100 | 10     |

| チャート（1974年）                      | 順位 |
| --------------------------------------- | ---- |
| カナダ                                  | 134  |
| アメリカ合衆国 『ビルボード』誌 Hot 100 | 88   |

## カバー
- 1974年、ロイ・エアーズはこの曲をカバーして、アルバム『Change Up the Groove』に収録した。
- ザ・メイン・イングリーディエント（英語版）も、1974年のアルバム『Euphrates River』にこの曲を収録した。
- 1975年、この曲はリル・バブス（英語版）とマリー・バーグマン（英語版）のデュエットによりスウェーデン語で歌われ、アルバム『Det våras för Barbro』に収録された。
- 1975年、アメリカ合衆国のソウル・ジャズ・アルト・サクソフォーン奏者のハンク・クローフォード（英語版）がカバーし、この曲をタイトル曲にしたアルバム『Don't You Worry 'bout a Thing』を出した[5]。
- 1992年、イギリスのアシッドジャズのグループ、インコグニートは、この曲のカバーを全英シングルチャートの19位に送り込んだ。
- 1992年、ファースト・コール（英語版）は、アルバム『Human Song』にこの曲を収録した。
- 1995年、アル・ジャロウは、この曲をベルギーやオランダ各地で行なわれた「Night of the Proms」のライブでこの曲を披露した。両国ではそれぞれライブCDがリリースされた。
- 1997年、ハイラム・ブロックが、この曲をCD『Carrasco』に収録した。
- 2005年、ジョン・レジェンドが、ブラック・アイド・ピーズのウィル・アイ・アムのプロデュースでこの曲をカバーした。
- 2005年、アメリカ合衆国のスムーズジャズのサクソフォーン奏者ネルソン・ランジェルが、この曲をアルバム『My American Songbook, Vol. 1.』に収録した[6][7]
- 2013年、様々な楽器を演奏し、歌手でもあるジェイコブ・コリアーが、この曲のすべての楽器パートを自分で演奏して歌ってみせている動画をYouTubeにアップロードした[8][9][10]

## サウンドトラック
- ワンダーによる演奏は、映画『ホーリーマン』、『ミート・ザ・ジェンキンズ』、『世界にひとつのプレイブック』でサウンドトラックに用いられ、さらに連続テレビ・ドラマ『スキャンダル 託された秘密』にも用いられた。
- ジョン・レジェンドのバージョンは、映画『最後の恋のはじめ方』（2005年）のサウンドトラックに用いられた。